# Гулянська сільська рада (Окнянський район)
Гу́лянська сільська́ ра́да — колишня адміністративно-територіальна одиниця та орган місцевого самоврядування у Окнянському районі Одеської області. Адміністративний центр — село Гулянка.

## Загальні відомості
- Територія ради: 70,67 км²
- Населення ради: 1 219 осіб (станом на 2001 рік)

## Населені пункти
Сільській раді були підпорядковані населені пункти:
- с. Гулянка
- с. Будаївці
- с. Новорозівка
- с. Платонове
- с. Тригради
- с. Улянівка
- с. Федорівка

## Населення
Згідно з переписом УРСР 1989 року чисельність наявного населення сільської ради становила 1261 особа, з яких 536 чоловіків та 725 жінок.
За переписом населення України 2001 року в сільській раді мешкало 1213 осіб.

### Мова
Розподіл населення за рідною мовою за даними перепису 2001 року:
| Мова       | Відсоток |
| ---------- | -------- |
| українська | 89,09 %  |
| молдовська | 7,30 %   |
| російська  | 3,53 %   |
| болгарська | 0,08 %   |

## Склад ради
Рада складалася з 16 депутатів та голови.
- Голова ради:
- Секретар ради: Москальова Тетяна Костянтинівна

### Керівний склад попередніх скликань
| Прізвище, ім'я, по батькові | Основні відомості                                            | Дата обрання | Дата звільнення |
| --------------------------- | ------------------------------------------------------------ | ------------ | --------------- |
| Коніков Олег Михайлович     | Сільський голова, 1958 року народження, член Партії регіонів | 26.03.2006   | 31.10.2010      |

Примітка: таблиця складена за даними сайту Верховної Ради України

### Депутати
За результатами місцевих виборів 2010 року депутатами ради стали:

#### За суб'єктами висування
| Суб'єкт висування            | Кількість обраних депутатів | %    |
| ---------------------------- | --------------------------- | ---- |
| Партія регіонів              | 11                          | 68,8 |
| Соціалістична партія України | 3                           | 18,8 |
| Самовисування                | 2                           | 12,5 |

#### За округами
| № округу                     | Прізвище, ім'я, по батькові     | Дата визнання обраним | Освіта             | Партійна приналежність                        | Відомості про обраного депутата                                  |
| ---------------------------- | ------------------------------- | --------------------- | ------------------ | --------------------------------------------- | ---------------------------------------------------------------- |
| Партія регіонів              |                                 |                       |                    |                                               |                                                                  |
| 3                            | Тімотіна Олена Іванівна         | 01.11.2010            | середня спеціальна | член Партії регіонів                          | сільська рада, бухгалтер                                         |
| 4                            | Семіхін Олексій Валентинович    | 01.11.2010            | вища               | член Партії регіонів                          | Красноокнянський район електромереж, майстер виробничої дільниці |
| 6                            | Мирза Сергій Володимирович      | 01.11.2010            | середня            | член Партії регіонів                          | приватний підприємець                                            |
| 7                            | Гаврилашенко Володимир Іванович | 01.11.2010            | вища               | член Партії регіонів                          | тимчасово не працює                                              |
| 8                            | Сардар Світлана Василівна       | 01.11.2010            | середня            | член Партії регіонів                          | тимчасово не працює                                              |
| 10                           | Конікова Ольга Іванівна         | 01.11.2010            | середня спеціальна | член Партії регіонів                          | Гулянський фельдшерсько-акушерський пункт                        |
| 11                           | Мирза Павло Якимович            | 01.11.2010            | середня спеціальна | член Партії регіонів                          | Гулянська сільська рада, землевпорядник                          |
| 13                           | Струни Григорій Георгійович     | 01.11.2010            | середня            | член Партії регіонів                          | тимчасово не працює                                              |
| 14                           | Тімотіна Надія Василівна        | 01.11.2010            | середня            | член Партії регіонів                          | Гулянський дитсадок, помічник вихователя                         |
| 15                           | Павлюк Наталя Миколаївна        | 01.11.2010            | середня спеціальна | член Партії регіонів                          | Триградський фельдшерсько-акушерський пункт, санітар             |
| 16                           | Власенко Ольга Василівна        | 01.11.2010            | середня            | член Партії регіонів                          | Триградське відділення зв'язку, листоноша                        |
| Соціалістична партія України |                                 |                       |                    |                                               |                                                                  |
| 1                            | Москальова Тетяна Костянтинівна | 01.11.2010            | вища               | член Соціалістичної партії України            | тимчасово не працює                                              |
| 2                            | Миндра Тетяна Євгеніївна        | 01.11.2010            | середня            | член Соціалістичної партії України            | тимчасово не працює                                              |
| 12                           | Нирка Тетяна Анатоліївна        | 07.11.2010            | середня            | член Соціалістичної партії України            | тимчасово не працює                                              |
| Самовисування                |                                 |                       |                    |                                               |                                                                  |
| 5                            | Мирза Ірина Леонідівна          | 07.11.2010            | вища               | член Всеукраїнського об'єднання «Батьківщина» | Гулянська загальноосвітня школа І-ІІІ ст., бібліотекар           |
| 9                            | Куницька Ганна Василівна        | 01.11.2010            | середня спеціальна | позапартійна                                  | приватний підприємець                                            |